# 巨石
巨石（boulder，又見巨礫、漂石之稱）在地質學上，指石塊。部分巨石小至用手也可移動或滾動，其它則非常巨大。
在日常應用，巨石大得連人也推不動。較小的石塊，通常只稱為岩石（rock）或者叫做石頭（stone）。Boulder一字，源於中古英語bulder，bulder大機會源於斯堪的納維亞方言瑞典文bullersten。Bullersten，意即嘈雜的石頭（想像大石在河流，導致水在周圍咆哮）。Bullersten來自bullra（咆哮，參見荷蘭語bulderen，同義）sten（石頭）。